# Yurik Sarkisyan
Yurik Sarkisyan (n. 14 august 1961, Geġakert⁠(d), Ēǰmiaçni šrǰan⁠(d), Republica Sovietică Socialistă Armeană, URSS) este un halterofil ce a reprezentat Uniunea Republicilor Sovietice Socialiste, medaliat olimpic. A participat la o ediție a Jocurilor Olimpice (1980) în care a câștigat o medalie de argint.